# Byron Laflin
Byron Laflin est un général américain de l'Union. Il est né le 24 avril 1829 à Lee, dans le Massachusetts, et est décédé le 20 juin 1901 à Hudson, dans l'état de New York. Il est inhumé au Oak Hill Cemetery à Herkimer, dans l'état de New York. Depuis 1866, il est séparé de Fannie Caswell dont il a 4 enfants.
Il est le fils de Walter Laflin, un fabricant de papier, représentant du Massachusetts en 1833 et 1834. Il est le frère de Addison Henry Laflin, membre du Sénat en 1858 et 1859 et membre du Congrès pour l'état de New York de 1865 à 1871 qui, en 1849, achète une fabrique de papier à Herkimer dont il nomme Byron gérant.
En 1854, il est nommé président de l'église épiscopale du Christ à Herkimer
En 1861 et 1864, il est élu président du village d'Herkimer.

## Guerre civile
Le 8 mai 1861, les 6 compagnies d'Herkimer se rendent à Albany et intègrent le 34e régiment d'infanterie des volontaires de New York sous le commandement de Laflin, promu major.
Après avoir servi dans le Maryland et en Virginie de juillet 1861 à avril 1862, le régiment participe à la campagne Péninsulaire, notamment à la bataille de Fair Oaks, à la bataille de Glendale et à la bataille de Malvern Hill.
En septembre 1862, le régiment se bat à Antietam et à Fredericksburg où Laflin commande une brigade. En 1863, le régiment est dissous après avoir perdu plus de la moitié de ses hommes en 2 ans.
Le 22 janvier 1863, Byron Laflin est nommé colonel, après avoir reçu le grade de lieutenant-colonel le 20 mars 1862.
Il est breveté général de brigade le 13 mars 1865.

## Après la guerre
Après la faillite de la papeterie en 1865, Laflin accepte un poste de grand prévôt dans l'armée basé en Virginie.
Plus tard, il s'associe avec un ancien officier du 34e, Davis Jefferson Rich, pour l'achat d'une plantation en Caroline du Nord, dans le comté de Pitt. Il le rejoint en 1866, mécontent de la politique menée par le président Andrew Johnson et, ensemble, ils participent à la création du parti républicain dans le comté de Pitt.
De 1868 à 1871, il est membre de la convention constitutionnelle et siège à l'Assemblée législative de Caroline du Nord en tant que président du comité de la Chambre sur les améliorations internes. De par ses fonctions, il est soupçonné d'avoir touché des pots-de-vin bien que rien n'a jamais pu être prouvé. 
Après la mort de son associé en 1869, il garde la plantation mais travaille également dans le secteur bancaire. Ses affaires s'effondrent avec la crise de 1869 et il quitte la Caroline du Nord pour la Virginie où il rejoint, à Norfolk, un ancien camarade de guerre, William L. Oswald qui a sa propre ligne de bateaux à vapeur et pour lequel il travaille jusqu'au décès de celui-ci.
Il s'installe alors à Hudson où il vit comme invalide et pensionné jusqu'à sa mort.